# Бережниця (притока Рукаву Уриву)
Бережниця (пол. Bereżnica) — гірська річка в Україні, у Рожнятівському й Калуському районах Івано-Франківської області. Права притока Рукаву Уриву, (басейн Дністра).

## Опис
Довжина річки 23 км, похил річки 9,2 м/км, площа басейну водозбору 76,8 км², найкоротша відстань між витоком і гирлом — 18,62 км, коефіцієнт звивистості річки — 1,2. Річка тече поміж горами Бровач, Пом'ярек (465 м), Канюва та Рехам (464 м). Формується притоками та багатьма безіменними струмками.

## Розташування
Бере початок на західних схилах гори Красна (586 м)на північній околиці села Красне. Тече переважно на північний схід через Петранку, Середній Угринів, Старий Угринів, Бережницю і на північно-східній частині села Підмихайля впадає у річку Рукав Урив, праву притоку Лімниці.

## Притоки
- Гнила (права); Бучків, Семнин, Сільниця (ліві)[2].